# Mfou
Mfou – miasto w Kamerunie, w Regionie Centralnym, stolica departamentu Méfou-et-Afamba.